# Batalla de Taguanes
La Batalla de Taguanes fue un enfrentamiento militar ocurrido el 31 de julio de 1813 en el contexto de la Guerra de Independencia de Venezuela entre las fuerzas realistas y republicanas durante la llamada Campaña Admirable de Simón Bolívar. Terminó con el triunfo de estas últimas, la huida de Domingo de Monteverde a Puerto Cabello el 1 de agosto y la posterior caída de Valencia (2 de agosto) y Caracas en poder rebelde (4 de agosto).

## Escrito de Bolívar
"El 31, bien temprano me puse en marcha y a las dos horas de jornada recibí aviso del combate de nuestra descubierta, en que me dice que el enemigo, en número de más de mil hombres, venia al encuentro y que se hallaba al frente de él en la sabanas de Los Pegones.
Forcé mis marchas y cuando llegue allí, el enemigo, acobardado con la sola presencia de nuestros cazadores, se retiraba. Di orden para que lo persiguiesen nuestra caballería, que inmediatamente obedeció y cargó sobre él; pero cuando llegó a la sabana de los Taguanes, lo hallo formando en batalla y fue preciso que guardándose a la infantería; llegó esta, dispuse el campo y viendo que el enemigo marchaba sobre nosotros, determiné irlo a recibir, ordene marcharse de frente la infantería y que la caballería...
Entonces la intrepidez de nuestras tropas produjo en las españolas el pavor, inmediatamente emprendieron su retirada ordenada y la sostuvieron por espacio de seis horas hasta que viendo que nuestra caballería casi lo cortaba, se introdujo el desorden, empezó la disolución, y a las dos horas de persecución ya teníamos a más de doscientos prisioneros, porción de fusiles, cartucheras, pertrechos, que dejaban en el campo.
Toda la tarde duró la acción, en que murieron muchos españoles, entre ellos seis de sus mejores oficiales, uno de estos el comandante Izquierdo; perdieron toda su infantería, que quedó dispersa por los bosques, o prisioneros, o pasado a nosotros pidiendo asegurar que no escapo ningún infante. De este modo he destruido los miserables estos que mantenían el poder tirano de los españoles en la Provincia de Caracas, siendo mucho de extrañar que no hubiésemos tenido por nuestra parte otra perdida que la herida leve de un soldado.”

## Antecedentes
La batalla inició tras una campaña en la localidad de Los Pegones, y culminó en Taguanes, localidad ubicada en Tinaquillo. El ejército patriota fue comandado por Simón Bolívar. Se afirma que este batalla da por finalizada la Campaña Admirable.

## Consecuencias
La Batalla de Taguanes termina con el triunfo de los patriotas, la huida de Domingo de Monteverde a Puerto Cabello el 1 de agosto, luego la caída de Valencia (2 de agosto) y Caracas (4 de agosto) en el que muchos prisioneros de guerra españoles fueron masacrados en el marco de la Guerra a Muerte.

## Monumento
- En 1913, se levantó un monumento en el sitio de la batalla para celebrar los 100 años de la victoria patriota.
- Para el 31 de julio de 2003, por iniciativa de la Gobernadora del Estado Cojedes, Erika Farías, el presidente Nicolás Maduro anunció declarar la zona de la Batalla de Taguanes monumento de la patria.[4]